# Beşiktaş Jimnastik Kulübü (voleibol feminino)
O Beşiktaş Jimnastik Kulübü , é um clube polidesportivo turco  da cidade de Istambul com destaque de voleibol. 

## Histórico
Beşiktaş Jimnastik Kulübü foi fundando em 1986 no centro esportivo homônimo. Depois de quase dez anos de existência, alcança o pódio, ocupando o terceiro lugar na temporada 1994-95, sendo finalista nas duas temporadas seguintes. Em meados dos anos 2000 , o Beşiktaş voltou a repetir os resultados da década passada, terminando em terceiro lugar nos período de 2001-02 e 2002-03, voltando a disputar a final na edição da jornada 2003-04, qualificando para a Liga dos Campeões de 2004-05 pela primeira vez, sendo eliminando nas quartas de final pelo Volley Bergamo.
Na temporada 2005-06 volta a ocupar o terceiro posto na liga turca. Em 2010, terminou na quinta colocação e qualificou-se para  Copa CEV., sagrou-se tetracampeão da Copa da Associação de Voleibol dos Bálcãs (BVA Cup) de 2008, 2009, 2013 e 2018.

### Títulos conquistados
Liga dos Campeões
 Taça CEV
 Challenge Cup
- Finalista: 2013-14
- Quarto posto:2000-01

 Balkan Volleyball Association Cup (BVA Cup)
- Campeão: 2008, 2009, 2013, 2018

 Campeonato Turco
- Campeão: 1965
- Finalista:1995-96, 1996-97 e 2003-04
- Terceiro posto:1994-95, 2001-02, 2002-03 e 2005-06

 Copa da Turquia
- Finalista:1994-95, 1995-96 e 1996-97

 Supercopa Turca